# Brachysporiellina pulneyensis
Brachysporiellina pulneyensis är en svampart som beskrevs av Subram. & Bhat 1989. Brachysporiellina pulneyensis ingår i släktet Brachysporiellina, divisionen sporsäcksvampar och riket svampar.   Inga underarter finns listade i Catalogue of Life.